# ブルグント騎士団国
ブルグント騎士団国（ブルグントきしだんこく、ドイツ語: Ordensstaat Burgund）、またはブルゴーニュ騎士団国家は、第二次世界大戦中にナチスドイツ、特にナチス親衛隊が占領下のフランスに設立を目指した国家構想である。その名称は、チュートン騎士団の国家に由来している。

## 概要
ブルグント（フランス語でブルゴーニュ）という名前自体は、ブルゴーニュ王国に定住し建国したゲルマン民族のブルグント族に由来する。歴史上、さまざまな国や地域がこの名で呼ばれ、あるいはブルゴーニュを本拠地とする国家によって支配されてきた。
ドイツがブルゴーニュを支配する国家の建国を提案したのは、親衛隊全国指導者のハインリヒ・ヒムラーであった。ヒムラーによれば、ブルゴーニュは「古代の経済と文化の中心地」と呼ばれていたが、「ワイン生産で知られるフランスの付属物に過ぎない」状態にまで落ちていた。この計画は、ブルゴーニュを名目上は大ゲルマン帝国の外に位置しながらも、ナチス政府が統治しつつ独自の統治機構を持つ国家に変えるというものであった。ピカルディー、シャンパーニュ、フランシュ・コンテ、ヌヴェール、エノー、ブラバン、ランブルク、フランドルとルクセンブルク（ベルギー）まれにセーヌ川以北のルーアンを含む上ノルマンディーも含まれる場合もある。また、地中海と英仏海峡の両方に面していることも想定されていた。首都および行政所在地は、ティショー（フランス語:ディジョン）、リエンハルトシュタット（フランス語:リヨン）、ナンツィヒ（フランス語:ナンシー）の3ヶ所が考えられていた。公用語はドイツ語になる予定だったが、最初の段階ではフランス語になる予定だった。
これがヒムラーの個人的な夢であるのか、はたまたヒトラーの全面的な支持を得たのかは歴史的記録からは不明とされている。ヒトラー自身の対仏目標は、ドイツの安全保障に対する戦略的脅威としてフランスを恒久的に排除することであった。1940年の西ヨーロッパでの作戦は、フランスとイギリスがドイツを攻撃した後、ドイツ西部での戦力を最小限に抑えるために行われた。そうした結果フランスを小国とし、1940年の休戦後もドイツに依存せざるを得ない永久属国にするための大規模な計画が作られた。
ヒトラーの要望により、ドイツの軍や党の作戦立案者たちは、1940年にフランスが陥落した後、ドイツが東フランスの広大な地域を完全に併合して神聖ローマ帝国にほぼ一致した国境線に戻す方法について概説した。これは内務省によってまとめられ、ドイツ占領下のフランスの「禁じられた地帯」を軍事支配下にある他の地域と分ける基礎となる。 この計画では100万人のドイツ人農民の入植を提案し、フランス語を話す人々はドイツ化することになっていた。ヒトラーはこれらの地域とワロン地域をドイツの歴史的背景から「実際にはドイツ」であり、したがってドイツ帝国に再統合されるべきと考えたのである。
1942年にヒトラーは、フランスが「ドイツが最も弱い時に奪った」とするブルゴーニュ王国の領域も禁じられた地帯を編入後にドイツへ併合しなければならないと言及していた。
また、ドイツの属国としてブルトン人（ブルターニュ人)の国家を作るという案もあった。 ヒトラーも少なくとも一度は軍にこの意見を述べているものの、関心はほとんどなかったとされる。

## 登場作品
スウェーデンのゲーム制作会社Paradox Interactiveが発売したゲーム、「Hearts of Iron IV」の非公式拡張mod「The New Order:Last Days of Europe」にヒムラーを国家元首としたSSの独裁国家、「騎士団領ブルグント」として登場する。
しかしSSによる抑圧的な政治により内戦が勃発し、崩壊する。

### 注記
1. ↑  フランス西海岸全域とドイツ人が入植する保留地の2か所を指す
2. ↑  「もし第二次世界大戦で枢軸国側が勝利したら」という歴史改変mod